# Gwilym Lee
Gwilym Lee (Bristol, 24 de noviembre de 1983) es un actor británico. Es mayormente conocido por su interpretación de Brian May, el famoso guitarrista integrante de la banda británica Queen, en la película Bohemian Rhapsody.

## Biografía
Gwilym Lee nació en Brístol de padres galeses. Tiene tres hermanos mayores: Geraint, Owen y Rhiannon. De joven asistió al Royal Sutton Coldfield de Birmingham. Estudió literatura inglesa en la Universidad de Cardiff y teatro en la Guildhall School of Music and Drama, que le entregó su Medalla de oro en 2008. Lee ahora vive en Londres.

## Carrera
Lee se unió a un grupo de teatro cuando era adolescente. En el 1997 protagonizó una adaptación televisiva de "El Arca de los Animales". Con 16 años trabajó en Ricardo III con la Royal Shakespeare Company. Lee apareció en la serie Land Girls (2011) y tuvo varios papeles destacados en series como Ashes to Ashes, Carne Fresca, Monroe o Henry V. También ha trabajado en la radio (The Emerald Tiger, The Silver Turk o una adaptación de The Cruel Sea). En 2008 fue elogiado en los Premios Ian Charleson por su aparición en la producción de Edipo del National Theatre y en 2009 representó a Laertes en el Hamlet de Jude Law en el Dommar West End.
En el 2011 ganó su primera distinción en el Premio Ian Charleson por su papel de Edgar en la producción Rey Lear de 2010 en Donmar Warehouse En 2012 realizó un papel protagónico en el Donmar de los Estudios Trafalgar. En Navidad de 2013 Lee protagonizó un papel televisivo en el rol de un sargento del DCI Barnaby, DS Charlie Nelson, en la serie Midsomer Murders, en el episodio número 100 de la serie, parcialmente grabado en Dinamarca en colaboración con la corporación de radiodifusión nacional. En el 2014 apareció en Versailles en el Donmar Warehouse.

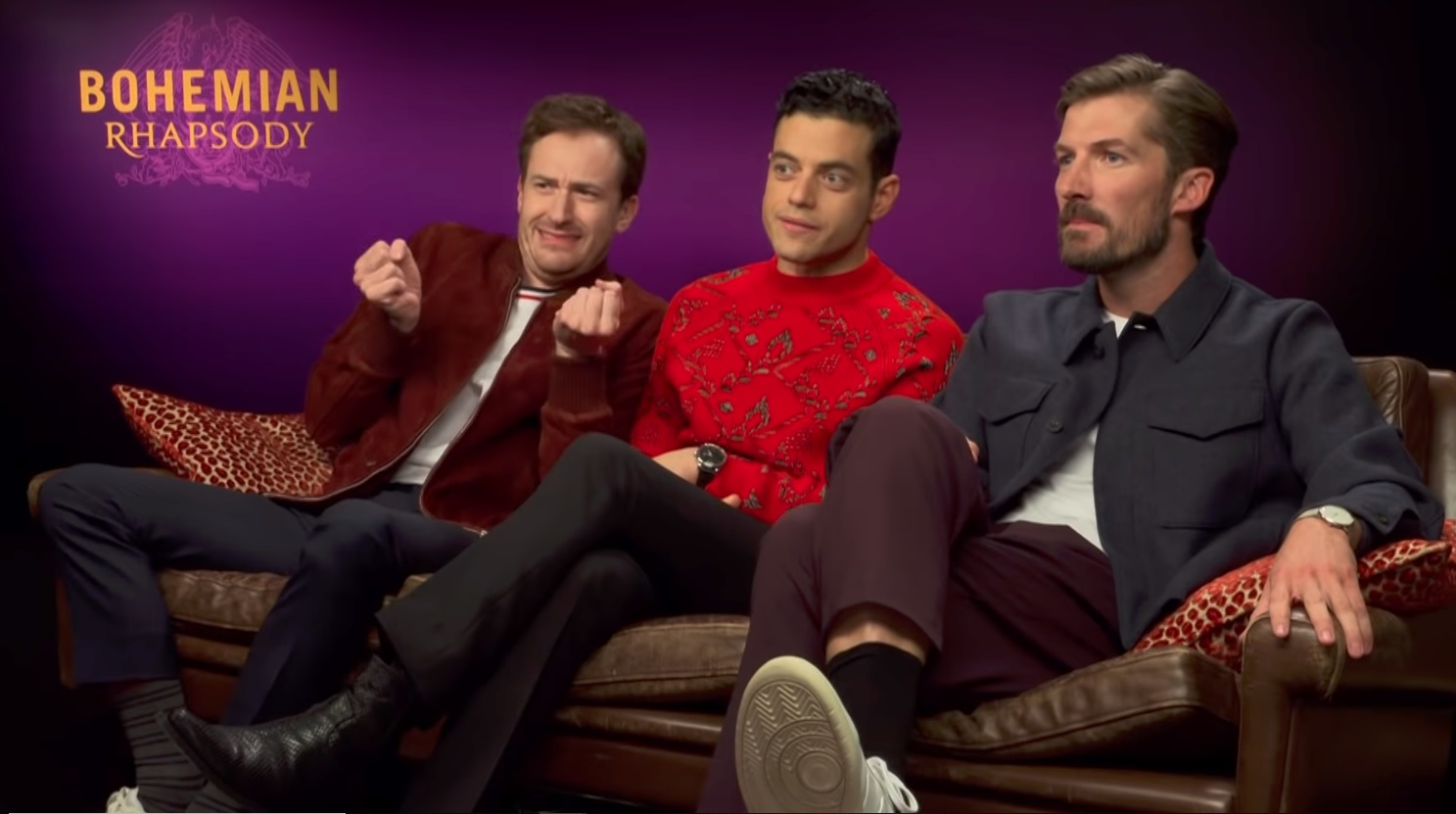
De izquierda a derecha, Joseph Mazzello, Rami Malek, y Gwilym Lee durante la promoción de Bohemian Rhapsody en octubre de 2018.

En abril de 2016 se anunció por ITV que Lee no regresaba para temporada 19 de Midsomer Murders. Lee, en su cuenta de Twitter, indicó que participaría en una futura serie llamada Jamestown. En 2018 Lee personificó al guitarrista Brian May, en la película sobre Queen Bohemian Rhapsody.

## Filmografía

### Película
| Año  | Título            | Papel                     | Notas |
| ---- | ----------------- | ------------------------- | ----- |
| 2008 | La Escolta        | Cortometraje              |       |
| 2010 | The Tourist       | Montaña de Técnico sénior |       |
| 2011 | Isle De Perros    | D.C. Bloque               |       |
| 2018 | El Último Testigo | John Underwood            |       |
| 2018 | Bohemian Rhapsody | Brian May                 |       |
| 2019 | Top End Wedding   | Ned                       |       |
| 2024 | Oddity            | Ted Timmis                |       |
| 2024 | Here              | John Harter               |       |

### Televisión
| Año       | Título                 | Papel                   | Notas                            |
| --------- | ---------------------- | ----------------------- | -------------------------------- |
| 1997–1998 | Arca animal            | James Hunter            | 13 episodios                     |
| 2008      | Amigos mutuos          | Young Hombre            |                                  |
| 2009      | Lewis                  | Terry Bainbridge        | Episodio: "La Calidad de Piedad" |
| 2009      | Waterloo Carretera     | Steven                  |                                  |
| 2009      | Cenizas a Cenizas      | Young Veranos           |                                  |
| 2010      | Doctors                | Anatole Karpski         | Episodio: "Idle Manos"           |
| 2011      | Chicas de tierra       | Henry reverendo Jameson | 5 episodios                      |
| 2012      | Henry V                | Williams                | Película televisiva              |
| 2012      | Carne fresca           | Giles                   |                                  |
| 2012      | Monroe                 | Alex Scholfield         |                                  |
| 2012      | Inquieto               | Sean Gilmartin          | Miniserie                        |
| 2013–2016 | Midsomer Murders       | DS Charlie Nelson       | 15 episodios                     |
| 2015      | Una Canción para Jenny | James                   | Película televisiva              |
| 2017      | Jamestown              | Samuel Castell          | 8 episodios                      |
| 2020      | The Great              | Grigor Dymov            | Miniserie                        |

### Teatro
| Año  | Título                             | Papel | Notas |
| ---- | ---------------------------------- | ----- | ----- |
| 2011 | El teatro nacional Vivo: King Lear | Edgar |       |

### Videojuegos
| Año  | Título                                                               | Papel              | Notas       |
| ---- | -------------------------------------------------------------------- | ------------------ | ----------- |
| 2013 | Cuarto de nube                                                       | Tom                |             |
| 2015 | Héroes de Búsqueda del dragón: El Árbol Mundial Woe y la Plaga Abajo | Psaro El Manslayer | Voz inglesa |
| 2015 | Fantasía final XIV: Heavensward                                      | Cid                | Voz inglesa |